# Liotrigona voeltzkovi
Liotrigona voeltzkovi är en biart som först beskrevs av Heinrich Friese 1900.  Liotrigona voeltzkovi ingår i släktet Liotrigona och familjen långtungebin. Inga underarter finns listade i Catalogue of Life.